# Distretto di Ak-Suu
Il distretto di Ak-Suu (in kirghiso Ак-Суу району?, Ak-Suu rayonu) è un distretto (raion) del Kirghizistan con  capoluogo Karakol.